# Elsbeth Stagel

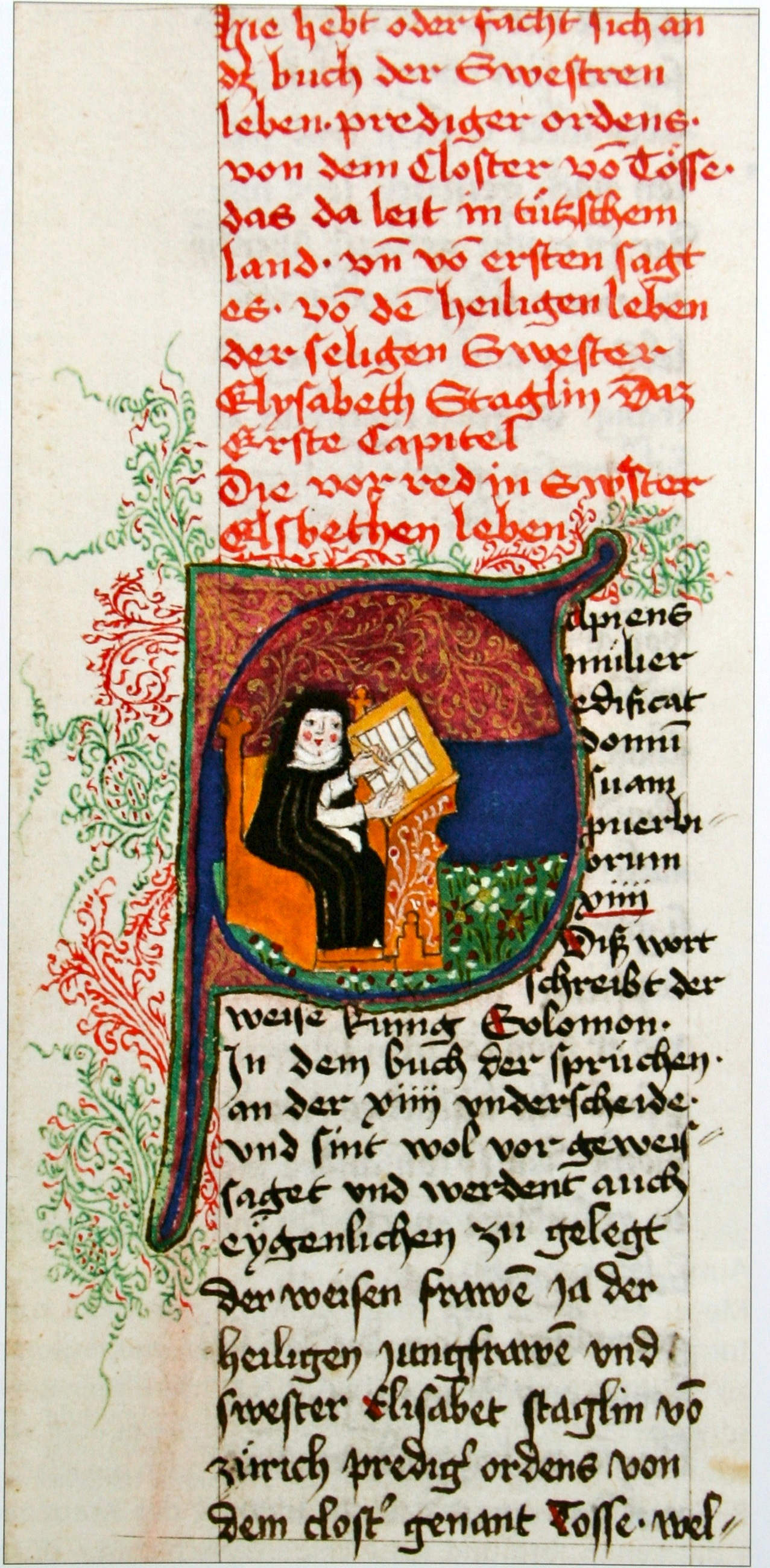
Elsbeth Stagel in der Nürnberger Abschrift des Schwesternbuches des Klosters Töss.

Elsbeth Stagel, auch Elisabeth Stagel bzw. Elsbeth Staglin (* um 1300 in Zürich; † um 1360 in Töss bei Winterthur) war eine Schweizer Nonne und später Priorin des Dominikanerinnenklosters Töss.
Sie war Tochter eines Zürcher Ratsherrn. Mit Fragen zu Meister Eckhart wandte sie sich an Heinrich Seuse und lernte diesen um 1336 persönlich kennen. Zwischen Seuse und ihr entwickelte sich eine tiefe geistige Freundschaft, und die beiden standen in einem regen Briefwechsel. Als „geistliche Tochter“ Seuses ist sie von großer Bedeutung in dessen Werken; wie weit sie auch an deren literarischer Abfassung mitgewirkt hat, ist bis heute eine vieldiskutierte Frage.   
Elsbeth Stagel war Mitverfasserin des um 1340 entstandenen Tösser Schwesternbuches mit den Viten von 39 Schwestern, die eine weitreichende Darstellung der Tösser Frauenmystik bieten. Unter den Viten befindet sich auch jene von Elisabeth von Ungarn, welcher der fünfjährigen Ehe zwischen König Andreas III. von Ungarn und der Fenena von Kujawin entstammte, die mit Stagel zusammen im Kloster gelebt hat. Stagels Berichten ist es zu verdanken, dass heute relativ viel über das Leben der Königstochter im Kloster Töss bekannt ist.

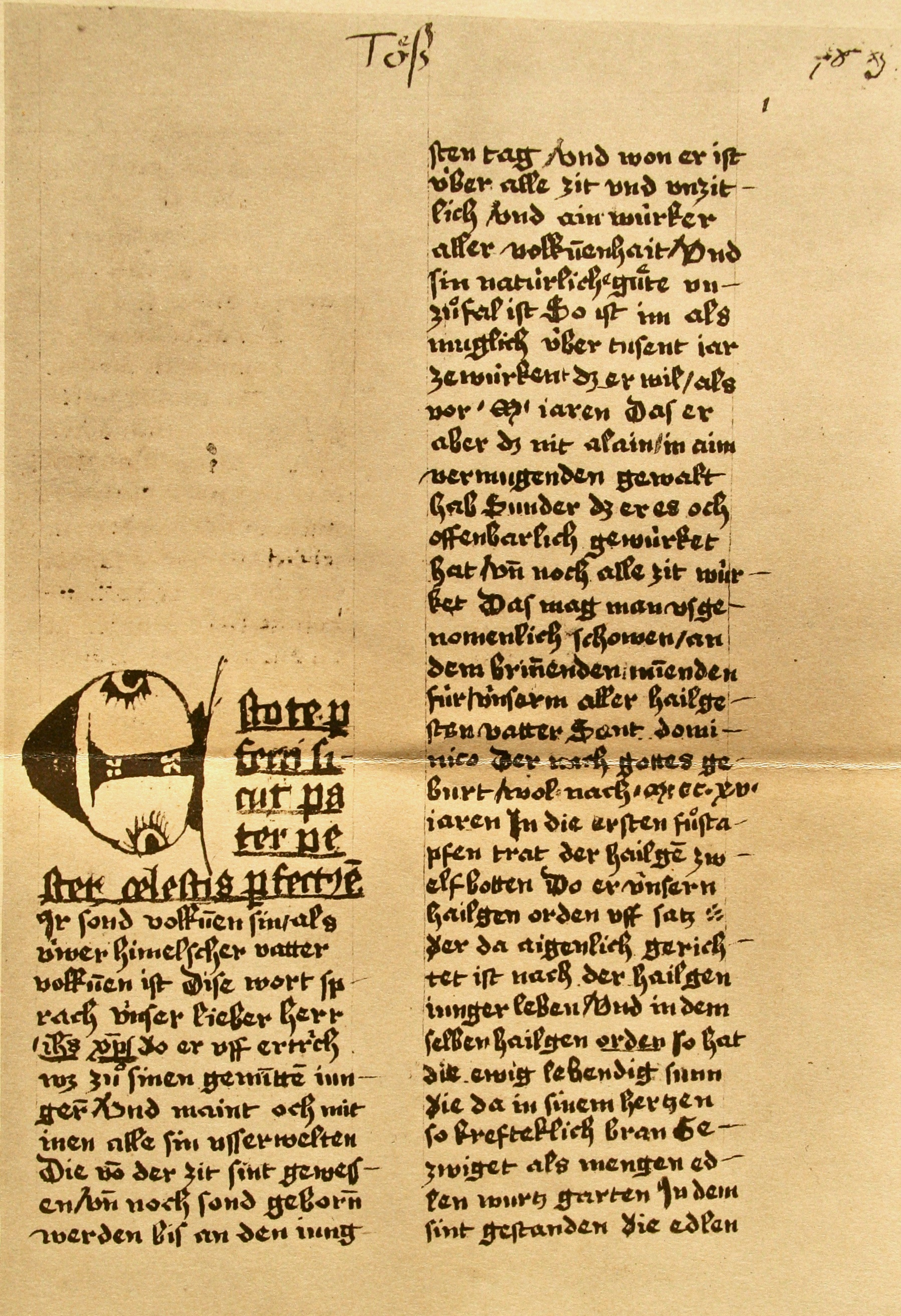
Vorrede im Original
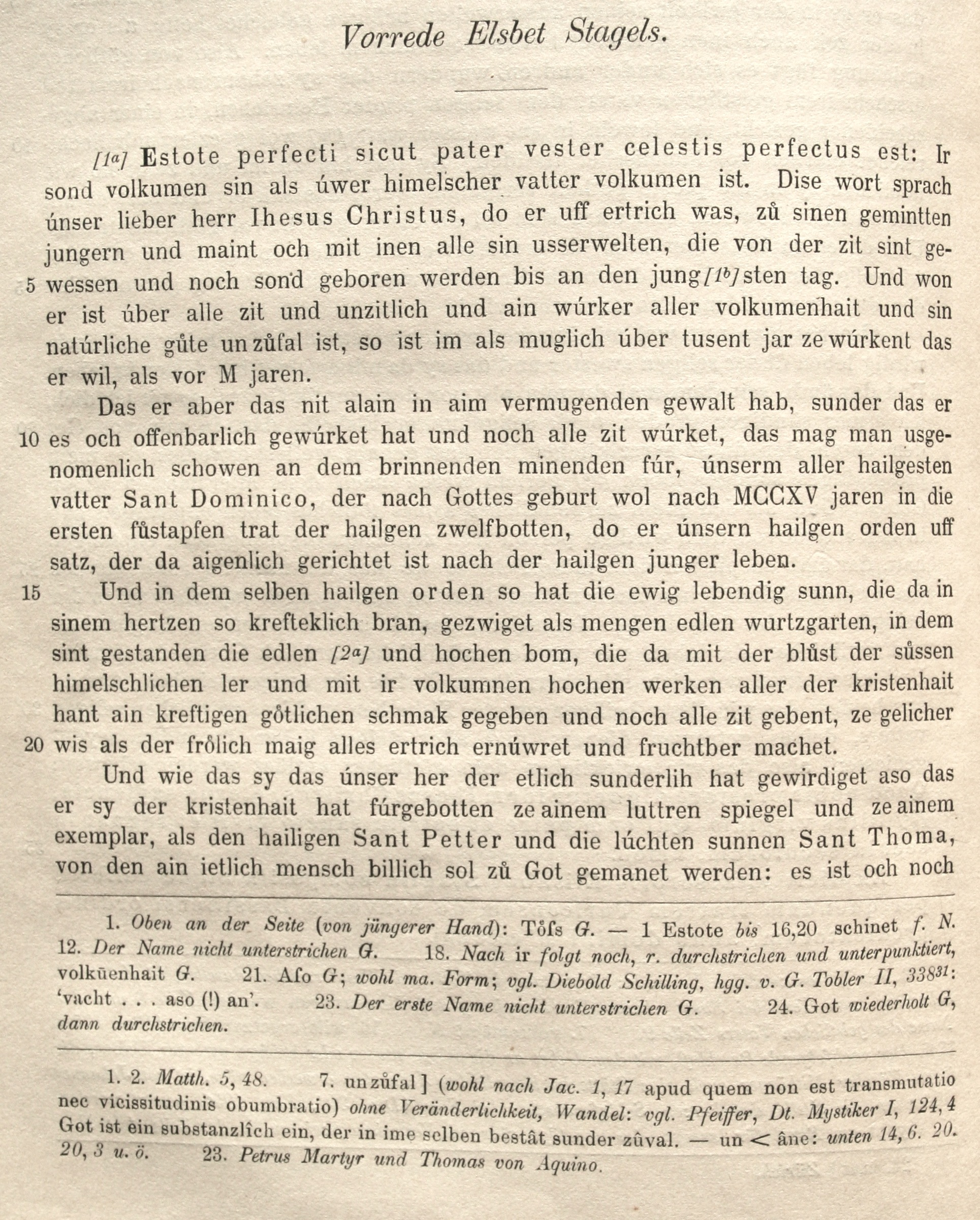
Vorrede
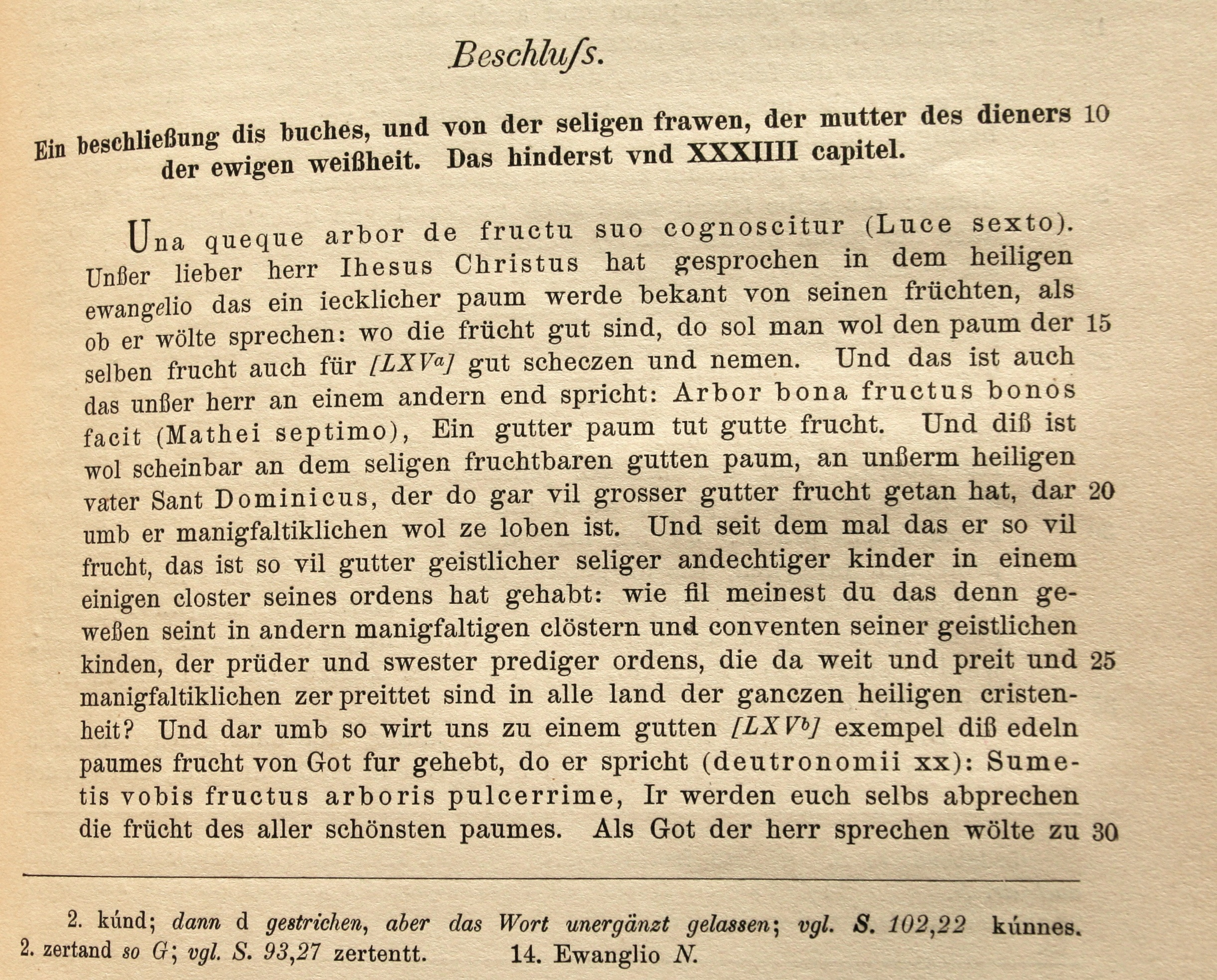
Schlussbetrachtung
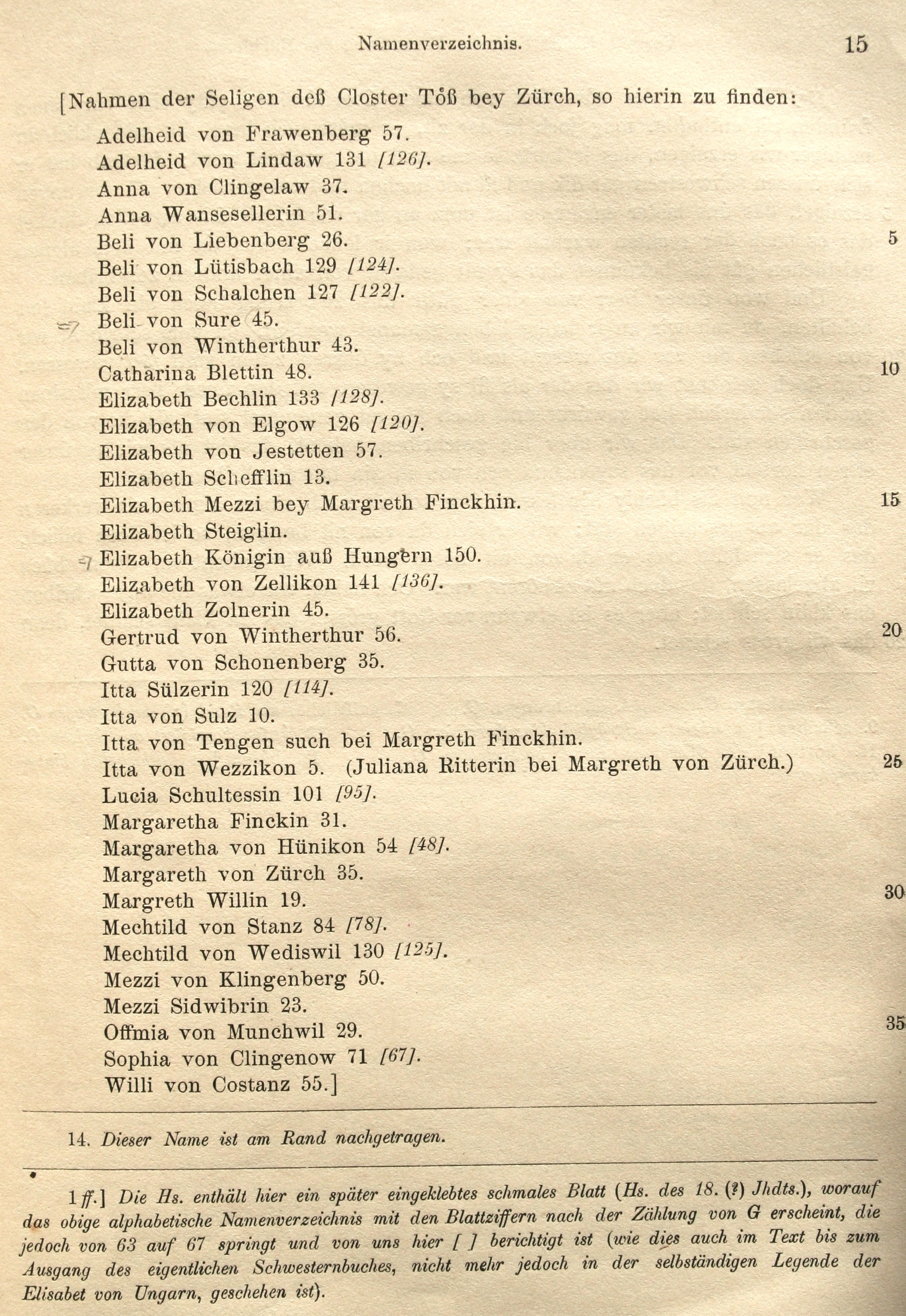
Namen der erwähnten Mitschwestern